# Ню-Схонебек
Ню-Схонебек (нід. Nieuw-Schoonebeek) — село в нідерландській провінції Дренте, на кордоні з Німеччиною. Входить до муніципалітету Еммен.
Його площа становить 17,69 км², а населення станом на 2021 рік складало 1 285 осіб.

## Галерея

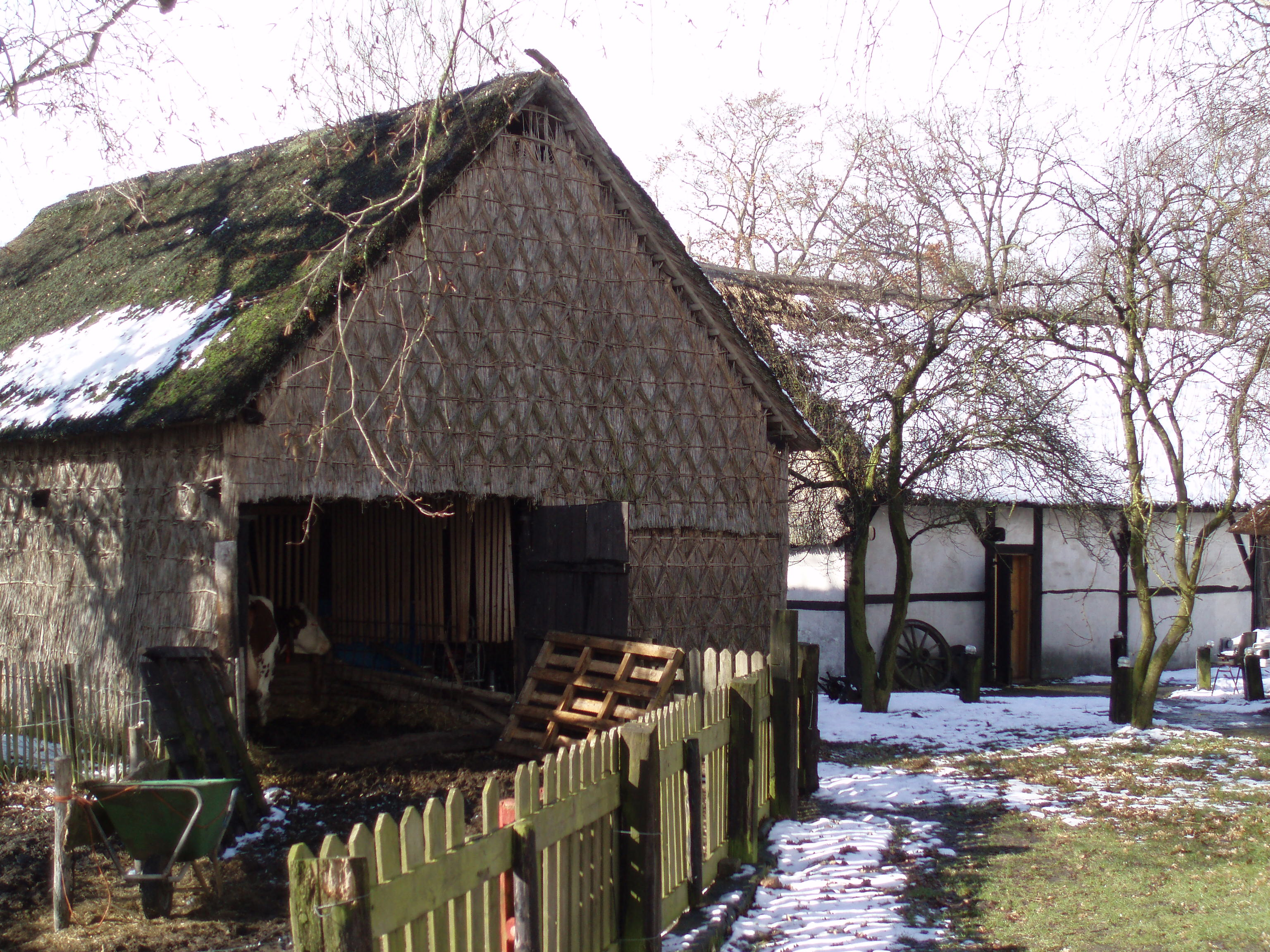
Будівля для худоби
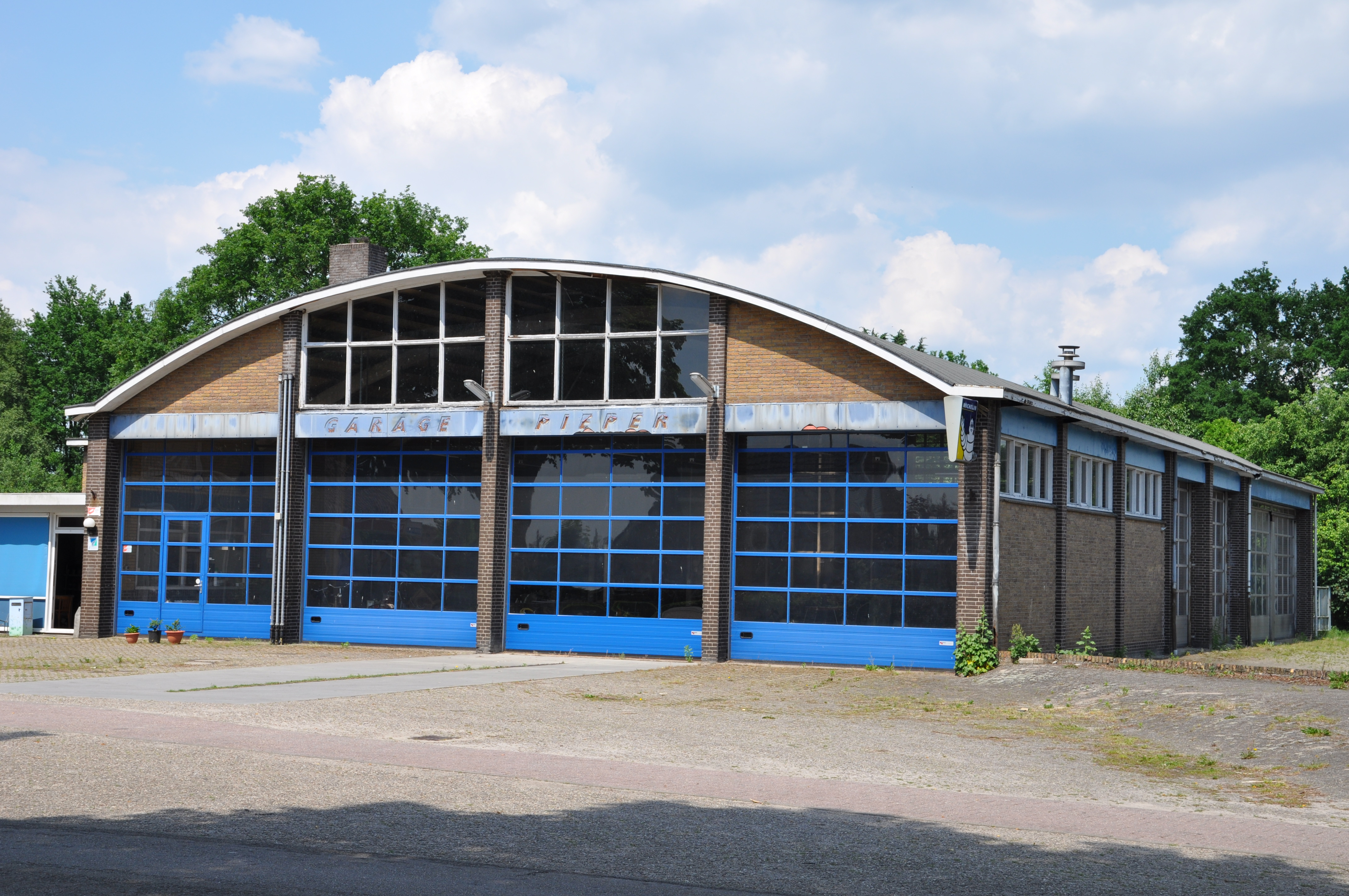
Автомайстерня у селі
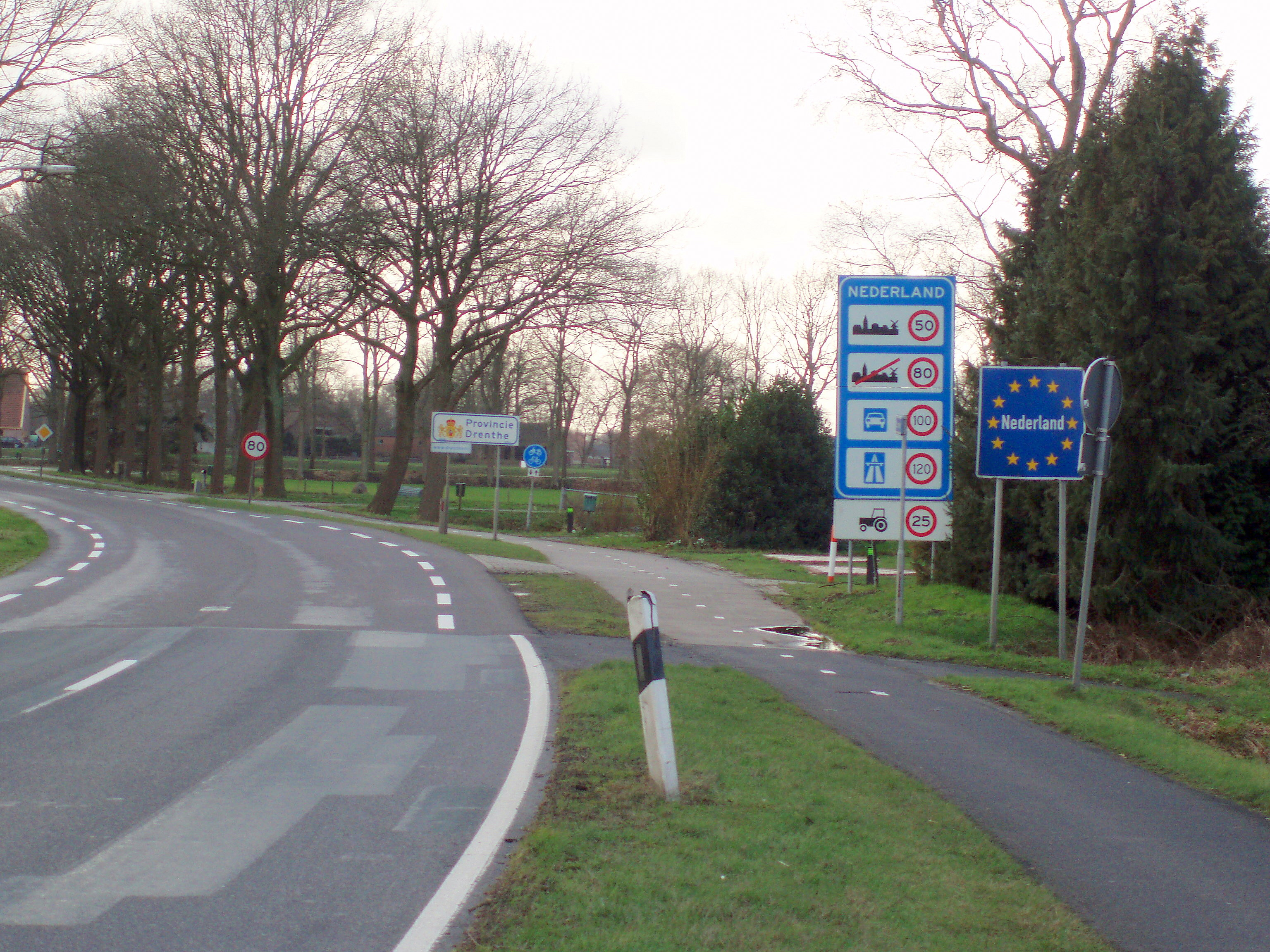
В'їзд до Ню-Схонебека з боку Німеччини